# نقطة ساخنة (واي-فاي)

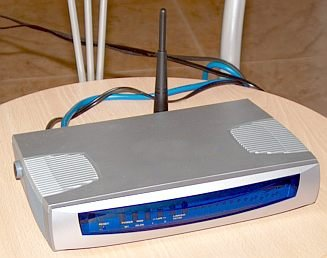

النقاط الساخنة (بالإنجليزية: Hotspots)‏ هي شبكة لاسلكية تبث من مركز معين وبمحيط يتراوح بين 20 إلى 150 متراً باستخدام نظام للاتصال اللاسلكي يسمى واي فاي (بالإنجليزية: WiFi)‏ أو شبكة محلية لاسلكية (بالإنجليزية: Wireless LAN)‏. وتكون النقطة الساخنة عبارة عن مسير(Router) مزود بوحدة إرسال لاسلكي يتم ربطها بخدمة خط المشترك الرقمي (بالإنجليزية: DSL)‏ أو خدمة الإنترنت عبر الساتل. ويمكن أن تكون النقط الساخنة خاصة، مثل نقاط المنزل أو الشركات، أو أن تكون عامة مثل نقاط المطاعم والمطارات والفنادق. والنقاط العامة قد تكون مجانية مثل نقاط ستارباكس، أو مدفوعة مثل نقاط بوينغو، أو لقاء خدمات مثل الحصول على ساعة مجانية عند شراء كوب قهوة من كوستا.

رسم تخطيطي يوضح شبكة Wi-Fi

النقطة الساخنة هي موقع مادي يمكن للأشخاص من خلاله الوصول إلى الإنترنت، باستخدام تقنية واي-فاي عادةً، عبر شبكة محلية لاسلكية (WLAN) باستخدام جهاز توجيه متصل بمزود خدمة الإنترنت.
قد يتم إنشاء النقاط الفعالة العامة من قبل شركة ليستخدمها العملاء، مثل المقاهي أو الفنادق. عادةً ما يتم إنشاء النقاط الساخنة العامة من نقاط الوصول اللاسلكية التي تم تكوينها لتوفير الوصول إلى الإنترنت، والتي يتحكم بها المكان إلى حد ما. في أبسط أشكالها، يمكن للأماكن التي لديها وصول للإنترنت عريض النطاق إنشاء وصول لاسلكي عام عن طريق تكوين نقطة وصول (AP)، جنبًا إلى جنب مع جهاز توجيه لتوصيل نقطة الوصول بالإنترنت. قد يكفي وجود موجه لاسلكي واحد يجمع بين هذه الوظائف.
قد يتم تكوين نقطة اتصال خاصة، غالبًا ما تسمى الربط، على هاتف ذكي أو جهاز لوحي به خطة بيانات شبكة، للسماح بالوصول إلى الإنترنت للأجهزة الأخرى عبر اقتران البلوتوث، أو من خلال بروتوكول RNDIS عبر يو إس بي، أو حتى عندما يكون كل من جهاز نقطة الاتصال والأجهزة الذي يصل إليها متصل بشبكة Wi-Fi نفسها ولكنها لا توفر الوصول إلى الإنترنت. وبالمثل، يمكن استخدام Bluetooth أو USB OTG بواسطة جهاز محمول لتوفير الوصول إلى الإنترنت عبر شبكة Wi-Fi بدلاً من شبكة الهاتف المحمول، إلى جهاز لا يحتوي في حد ذاته على شبكة Wi-Fi أو إمكانية شبكة المحمول.

## تواجده
ويوجد أكثر من 100 ألف نقطة ساخنة حول العالم معظمها في أمريكا وعددها يزداد في اضطراد. بحسب إحصائيات 2010، يوجد في أمريكا حوالي 21 ألف نقطة ساخنة تغطي المطارات والمقاهي والفنادق ومحطات المترو ومحطات انتظار الحافلات والأسواق التجارية، تأتي بعدها في المرتبة الثانية بريطانيا بأكثر من 8000 نقطة وفي المرتبة الثالثة ألمانيا بـ 5000 نقطة وهكذا إلى المرتبة العاشرة التي تحتلها أستراليا بـ 800 نقطة. وفي السعودية هناك ما مجموعه 28 نقطة موزعة على الرياض، وجدة، والدمام، والجبيل. اما في الإمارات فتوجد فوق ال240 نقطه موزعه في أبوظبى، دبى، رأس الخيمة، الشارقه، عجمان والفجيرة. أما في لبنان، فقد وضعت وزارة الاتصالات نقاط ساخنة مجانية في الحدائق العامة.